# Graaf van Albemarle

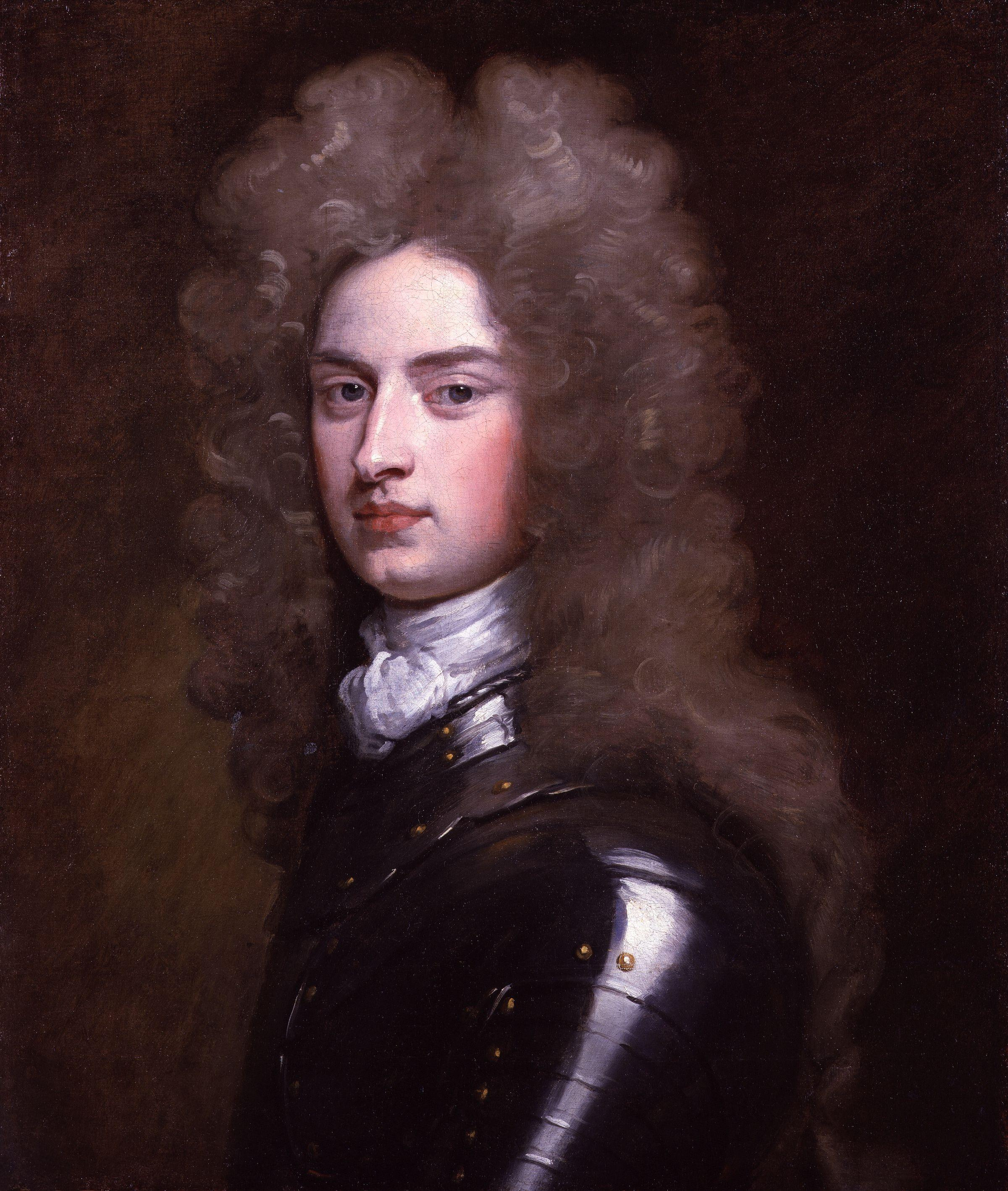
Arnold Joost van Keppel, de 1st Earl of Albemarle.

Graaf van Albemarle of (Engels: Earl of Albemarle) is een Engelse adellijke titel die verschillende malen is gecreëerd. De naam Albemarle is afgeleid van de Franse plaats Aumale (Latijn: Alba Marla).
In 1697 werd de titel gecreëerd door koning Willem III voor zijn vertrouweling, de Nederlandse  edelman Arnold Joost van Keppel, telg uit het oud-adellijke geslacht Van Keppel; hij werd tevens burggraaf Bury, een titel die wordt gevoerd door de vermoedelijke opvolger in de titel.

## Graaf van Albemarle (1697)
- Arnold Joost van Keppel, 1e graaf van Albemarle (1670–1718)
- Willem Anne van Keppel, 2e graaf van Albemarle (1702–1754)
- George Keppel, 3e graaf van Albemarle (1724–1772)
- William Charles Keppel, 4e graaf van Albemarle (1772–1849)
  - William Keppel, burggraaf Bury (1793–1804)
- Augustus Frederick Keppel, 5e graaf van Albemarle (1794–1851)
- George Thomas Keppel, 6e graaf van Albemarle (1799–1891)
- William Coutts Keppel, 7e graaf van Albemarle (1832–1894)
- Arnold Allan Cecil Keppel, 8e graaf van Albemarle (1858–1942)
- Walter Egerton George Lucian Keppel, 9e graaf van Albemarle (1882–1979)
  - Derek William Charles Keppel, burggraaf Bury (1911–1968)
- Rufus Arnold Alexis Keppel, 10e graaf van Albemarle (geboren in 1965)

De vermoedelijke opvolger als drager van de grafelijke titel is de enige zoon van de 10e graaf, Augustus Sergei Darius Keppel, burggraaf Bury (geboren in 2003).